# Taplejung
Taplejung (Nepali ताप्लेजुङ्ग Taplejung) ist eine Stadt (Munizipalität) im äußersten Osten Nepals im gleichnamigen Distrikt.
Die Stadt entstand 2014 durch Zusammenlegung der Village Development Committees Dokhu und Phungling. Das Stadtgebiet umfasst 41,88 km². Taplejung liegt auf einem Höhenrücken in 1441 m Höhe. 5 km westlich verläuft das Flusstal des Tamor. Taplejung ist über eine Stichstraße vom Tamor-Tal aus erreichbar. 3 km östlich von Taplejung befindet sich der Flugplatz Suketar Airport.

## Einwohner
Bei der Volkszählung 2011 hatten die VDCs, aus welchen die Stadt Taplejung entstand, 19.085 Einwohner (davon 9048 männlich) in 4480 Haushalten.

## Galerie

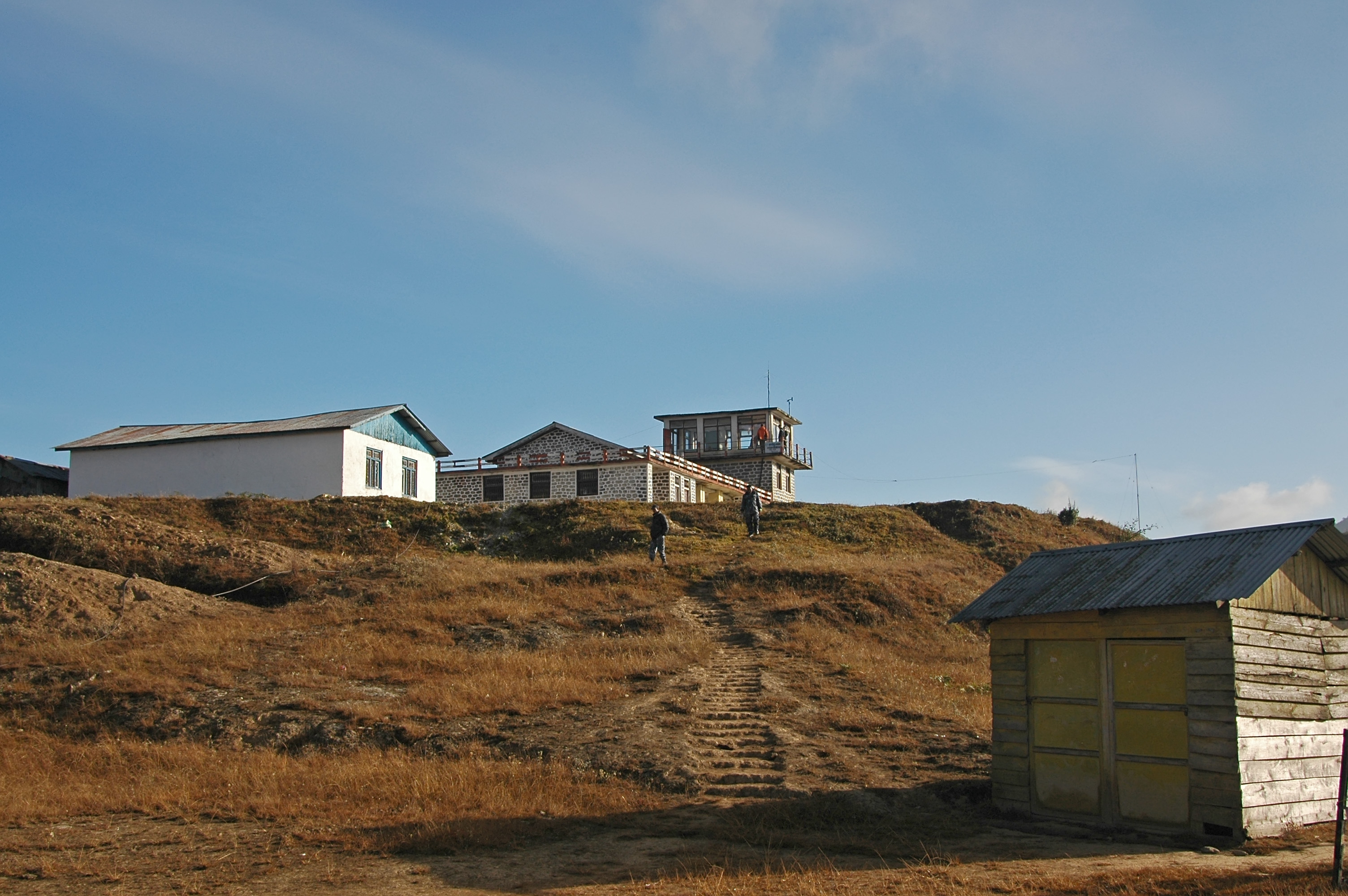
Suketar Tower
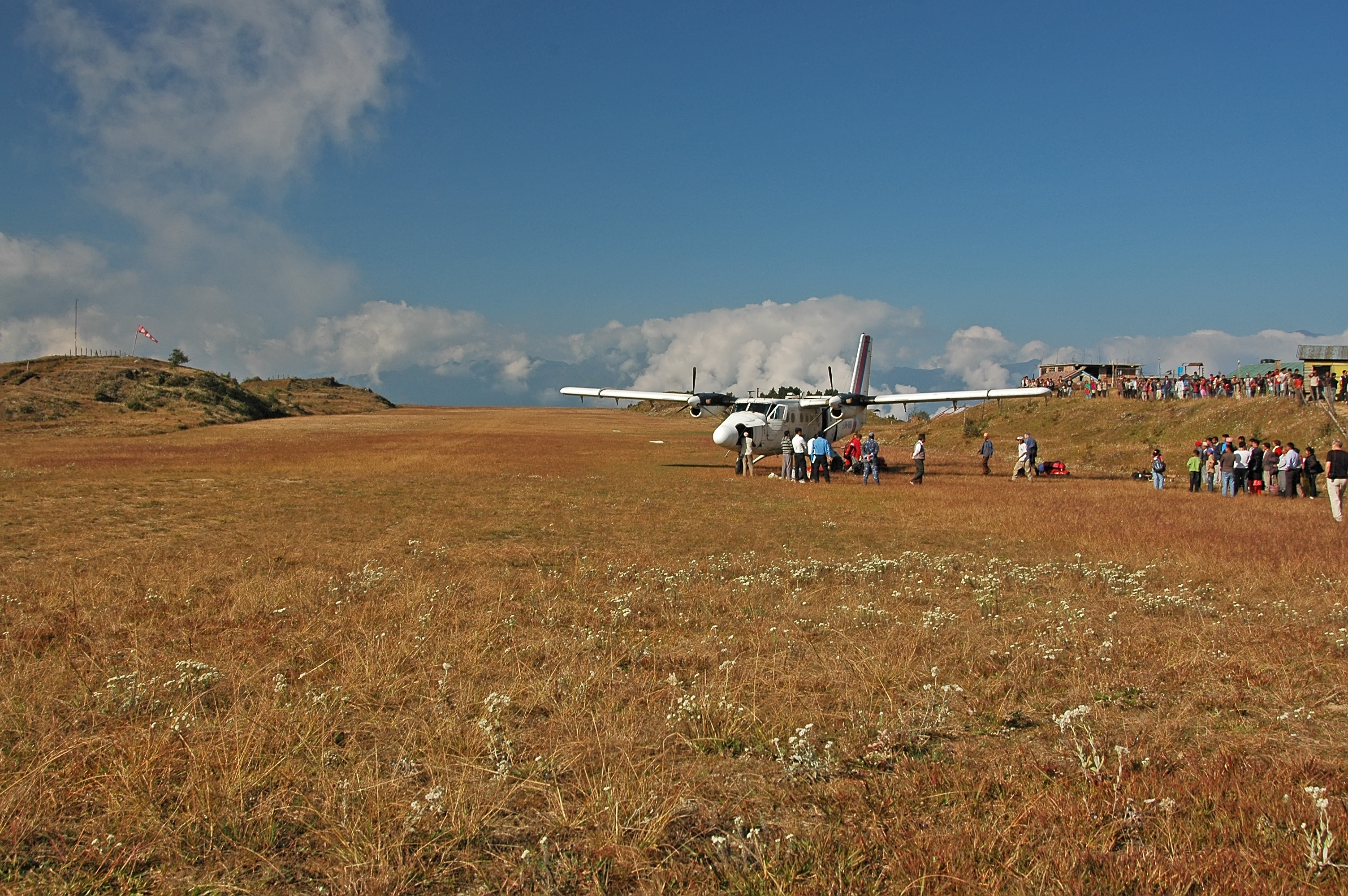
Suketar Landepiste
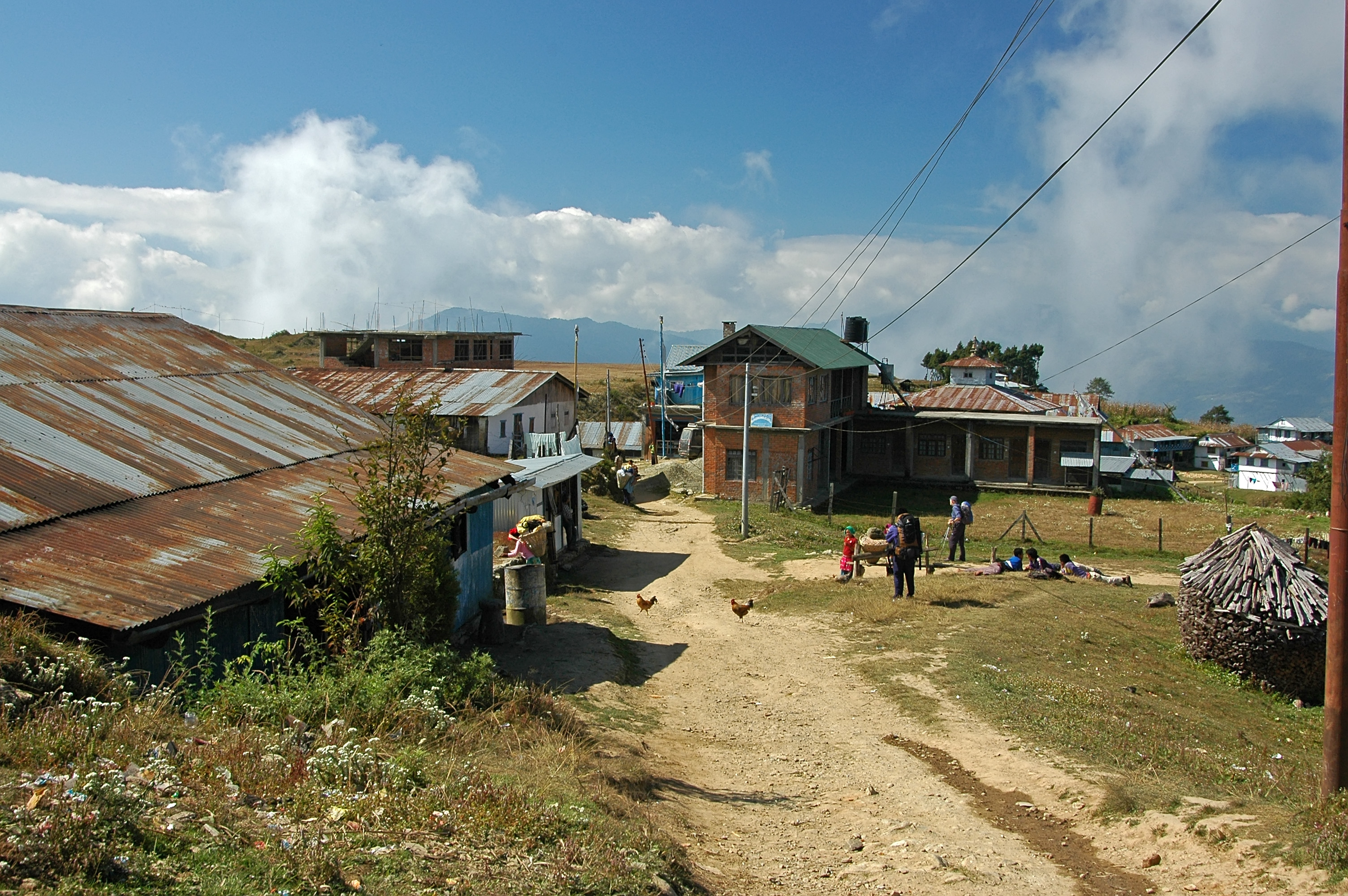
Suketar Dorf